# Humberto Gessinger
Humberto Gessinger (Porto Alegre, 24 de dezembro de 1963) é um cantor, compositor, baixista, multi-instrumentista e escritor brasileiro. É especialmente conhecido por ter fundado a banda Engenheiros do Hawaii, na qual tocou de 1985 até 2008, quando o grupo entrou em uma espécie de hiato por tempo indeterminado. Com esta banda, lançou mais de 20 álbuns — entre álbuns de estúdio, ao vivo, coletâneas e de vídeo —, conquistando oito discos de ouro, um de platina e 3 DVDs de ouro, além de ter vendido mais de 3 milhões de álbuns e emplacado diversos sucessos fonográficos. Na sequência, participou do duo Pouca Vogal, ao lado de Duca Leindecker, com quem lançou três álbuns e participou de extensa turnê entre 2008 e 2012. Desde 2013, lança discos e faz shows como parte de sua carreira solo que começou em 1996, mas estava parada devido à carreira de seus grupos.
O estilo musical predominante em sua produção discográfica é o rock, especialmente nas vertentes new wave, rock gaúcho e folk rock. Em toda a sua discografia, aparecem bastante as influências do rock progressivo dos anos 1970, da MPB - especialmente, do Clube da Esquina - e da MPG, bem como do regionalismo gaúcho. Em relação a esta última, Humberto busca incluir em sua música diversos instrumentos que são significantes para este estilo, como a gaita, a viola caipira, o bandolim e o acordeão.
Além da carreira musical, Gessinger já escreveu para colunas em jornais e publicou cinco livros até o presente momento. Na vida pessoal, Humberto chegou a cursar arquitetura, mas teve que largar o curso devido à carreira musical. Ele é casado e tem uma filha, residindo em Porto Alegre.

## Biografia
Filho de Huberto Aloysio Gessinger e Casilda Nilsa Minatti, Humberto nasceu em 24 de dezembro de 1963, em Porto Alegre. O casal teve mais 3 filhos: Maria Rosália, em 1957; Rosana Maria, em 1961; e João Rodolfo, em 1965. Os pais de Humberto eram professores: ela de geografia e ele de latim, francês e português. Como o pai dele dava aulas no Colégio Anchieta, os filhos frequentavam a escola sem ter que pagar as caras mensalidades. Além disso, tinham dificuldades em ter amigos porque moravam longe da escola e Humberto também porque era muito tímido. Desde cedo passou a se interessar por música, sempre tendo um gosto bem eclético e ouvindo desde rock até música nativista. Assim, passou a ir a pé para a escola para economizar o dinheiro do ônibus e comprar discos. Quando criança, ganhou um violão pelo seu gosto por "Era um Garoto Que como Eu Amava os Beatles e os Rolling Stones", na versão de Os Incríveis, e de "Picaço Velho", de José Mendes. Em 1976, seu pai adoeceu de leucemia, vindo a falecer dois anos depois.
A partir dessa época, começa a se interessar ainda mais por música, especialmente rock progressivo e música instrumental. No seu aniversário de 15 anos, ganha sua primeira guitarra, uma Giannini Diamond, e um amplificador. Ao procurar aulas de violão, vê seu professor Ayrton Fagundes da Silva - conhecido como Ayrton do Bandolim - tocando choro em um bandolim, passando a se interessar pelo estilo musical e pelo instrumento. Assim, compra diversos discos de Waldir Azevedo e Jacob do Bandolim. Seu professor avisa ele que choro é um estilo que não dá pra tocar sozinho e o convence a montar um grupo para praticar. Humberto, então, convida alguns de seus colegas de Anchieta - Cláudio Gerdau Johannpeter e Nestor Forster Filho, nos violões, e Ricardo Horn, no cavaquinho - para tocarem junto com ele. O grupo chegou a se apresentar em alguns bares próximos da casa dos Gessinger, onde ensaiavam, mas a proximidade do vestibular levou ao fim do conjunto. Humberto prestou o concurso para arquitetura e entrou na Universidade Federal do Rio Grande do Sul no início de 1981.
Desde pequeno, Humberto torce para o Grêmio, embora tenha desenvolvido uma afinidade pelo Botafogo quando residiu no Rio de Janeiro, entre 1988 e 1997. No ano em que se mudou para a capital fluminense, casou-se com a arquiteta Adriane Sesti, antiga colega de escola e faculdade. Em 1992, o casal teve uma filha chamada Clara, que no dia 06/01/2024, se casou com o sueco David Lidberg, em Porto Alegre.

## Carreira

### Com os Engenheiros
No final de 1984, devido a uma greve de professores, a faculdade de arquitetura da UFRGS teria aulas no período tradicional das férias de verão. Como os alunos majoritariamente de classe média e média-alta estavam acostumados a viajar no período, o centro acadêmico resolve promover uma apresentação de uma banda. Carlos Maltz, que conhecia o pessoal do centro acadêmico, sugere que eles poderiam ter uma banda só com estudantes do curso abrindo o espetáculo. Assim, ele reuniu Humberto Gessinger e Carlos Stein (que tocavam guitarra) e Marcelo Pitz (que tocava baixo e que Carlos conhecia por terem entrado juntos no curso) para realizarem a apresentação. O show acabou acontecendo no dia 11 de janeiro de 1985 - mesmo dia do início do primeiro Rock in Rio - após apenas uns 2 ou 3 ensaios. A banda tocaria apenas mais um show como um quarteto antes de Carlos Stein sair e eles continuarem como um trio.
Com essa formação, a banda experimentaria, primeiro, o sucesso local com uma série de demos que tocaram na rádio Ipanema FM e, depois, o sucesso nacional com o lançamento de seu álbum de estreia, Longe Demais das Capitais, em outubro de 1986, que, em grande parte devido ao sucesso de "Toda Forma de Poder", venderia mais de 130 mil cópias no ano de seu lançamento, rendendo ao grupo o seu primeiro disco de ouro. Entretanto, em abril do ano seguinte, durante a turnê Toda Forma de Tour, Pitz anunciaria aos outros integrantes que estava saindo do grupo. Ainda, no mês seguinte, em uma participação no disco Carecas da Jamaica, de Nei Lisboa, eles conhecem Augusto Licks, guitarrista gaúcho que acompanhava Nei. Assim, em junho daquele ano, Augusto entraria na banda, substituindo Marcelo, com Humberto passando a tocar baixo. Com esta formação, a banda gravaria 5 discos de estúdio - A Revolta dos Dândis, Ouça o que Eu Digo: Não Ouça Ninguém, O Papa É Pop, Várias Variáveis e Gessinger, Licks & Maltz - e 2 ao vivo - Alívio Imediato e Filmes de Guerra, Canções de Amor - entre 1987 e 1993, ganhando 5 discos de ouro e 1 de platina.
Porém, no final de novembro de 1993, Licks seria expulso do grupo e, após batalha na justiça, teria direito a uma indenização dos ex-companheiros de banda. Maltz e Gessinger continuariam com a entrada do guitarrista Ricardo Horn, já em dezembro daquele ano. Após concluírem a turnê, seriam adicionados ao grupo Fernando Deluqui (ex-guitarrista do RPM), em abril de 1995, e Paulo Casarin (tecladista que já havia tocado no Bixo da Seda e acompanhado artistas como Baby do Brasil, Pepeu Gomes e Moraes Moreira), no mês seguinte. Com esta formação, lançam Simples de Coração, álbum que também receberia disco de ouro, puxado pelo hit "A Promessa". Entretanto, após um incidente durante a turnê que se seguiu, em janeiro de 1996, quando a banda se apresentou sem o seu baixista e vocalista, o grupo acaba, em agosto do mesmo ano, com Humberto e Carlos saindo em carreira solo.

### Breve hiato e Humberto Gessinger Trio
Em 1996, Gessinger, cansado dos esquemas voltados a grandes públicos das turnês dos Engenheiros do Hawaii, inicia um projeto paralelo ao lado dos músicos Luciano Granja e Adal Fonseca. O grupo, inicialmente chamado 33 de Espadas, tocava apenas composições instrumentais. Após a gravação de uma demo, a banda saiu em turnê no final do mesmo ano sob o nome de Humberto Gessinger Trio, não mais tocando apenas músicas instrumentais e lançando um álbum de estúdio homônimo.
Apesar de Gessinger ter assegurado que Fonseca e Granja tomavam parte nas decisões musicais e ter declarado que o trio soava mais como banda do que a última formação dos Engenheiros do Hawaii, o projeto era frequentemente referido como um embrião para a sua carreira solo. Após poucos meses, passaram a utilizar o nome Engenheiros do Hawaii: a decisão baseou-se nas dificuldades encontradas por Gessinger em promover shows sem ter o nome associado à antiga banda.

### Retorno aos Engenheiros e segundo hiato
O retorno dos Engenheiros do Hawaii, com a banda seguindo como um quarteto após a adesão do tecladista Lucio Dorfman, resultou no lançamento de dois álbuns de estúdio - Minuano e ¡Tchau Radar! - e um álbum ao vivo - 10.000 Destinos ao Vivo, antes de Humberto, agora dono do nome da banda, resolver trocar os integrantes do grupo. Assim, Paulinho Galvão (guitarra), Bernardo Fonseca (baixo) e Gláucio Ayala (bateria) entram no grupo e Gessinger volta a tocar guitarra. Com a nova formação, a banda lança dois álbuns de estúdio - Surfando Karmas & DNA e Dançando no Campo Minado -, uma coletânea - 10.001 Destinos ao Vivo e um álbum ao vivo - Acústico MTV. Na turnê deste disco, Paulinho Galvão deixa a banda, sendo substituído por Fernando Aranha e Pedro Augusto entra para tocar teclados, voltando o grupo a apresentar-se como um quinteto. Com esta formação, lançam um segundo disco no formato acústico, Acústico: Novos Horizontes. Durante a turnê, em 2007, Bernardo Fonseca deixa a banda com Humberto voltando para o baixo. A turnê segue até julho de 2008, quando a banda entra em hiato por tempo indeterminado.

### Pouca Vogal
Após os Engenheiros do Hawaii entrarem em hiato, Gessinger passa a compor em parceria com um amigo de longa data, Duca Leindecker, líder da banda Cidadão Quem, que também havia interrompido as atividades em 2008, em decorrência de um câncer que atingia o baixista Luciano Leindecker. O projeto chamou-se Pouca Vogal, em alusão aos sobrenomes alemães dos dois músicos, e ainda em 2008 foi gravado o álbum de estreia homônimo.
Após a gravação do álbum, a dupla disponibilizou as faixas gratuitamente na internet e iniciou uma turnê por várias cidades do Brasil, resultando na gravação do álbum ao vivo Pouca Vogal ao Vivo em Porto Alegre, lançado em CD e DVD no ano de 2009, contando com sucessos das bandas Engenheiros do Hawaii e Cidadão Quem, além das novas composições. O disco ao vivo contou com a participação especial de Luciano Leindecker tocando o quince, instrumento inventado por ele, além dos músicos Carlos Maltz e Renato Borghetti, e da orquestra PoA Pops
A turnê durou até 2012, o que atrapalhou os planos de Humberto para um eventual retorno dos Engenheiros do Hawaii em comemoração dos 25 anos da banda. Em dezembro de 2012, foi anunciado o fim do Pouca Vogal para Leindecker e Gessinger pudessem priorizar suas respectivas carreiras solo. Em 2017, o duo se reuniu para uma apresentação única no Festival Rock Gaúcho, em Porto Alegre

### Carreira solo
Em setembro de 2013, Gessinger lançou "Insular", seu primeiro álbum solo, o 20º de toda a carreira do cantor e o primeiro de músicas inéditas após Dançando no Campo Minado (2003). O repertório conta com participações de artistas reconhecidos da cena musical gaúcha: Luiz Carlos Borges, Bebeto Alves, Nico Nicolaiewsky, o guitarrista Frank Solari e Esteban Tavares.
Sobre seu novo trabalho, Humberto disse: "Fui muito rigoroso na escolha do repertório, na busca dos convidados, da formação certa para cada música. Nesta estrada já longa, com 19 discos, aprendi que cada um deles tem sua maneira de chegar ao ouvinte. Acho que Insular está entre os discos mais misteriosos que gravei, cheio de detalhes, várias camadas, ligações entre as músicas, coisas que o pessoal vai descobrindo aos poucos. Não esperei dez anos para gravar um disco que ficasse velho em quinze minutos."
A turnê de "Insular", com Gessinger (baixo, guitarra, acordeom, voz e outros instrumentos) e seu power trio formado por Tavares (guitarra) e Rafael Bisogno (bateria e percussão), originou o DVD Insular ao Vivo, gravado em Maio de 2014 em Belo Horizonte e incluindo versões acústicas gravadas em uma vinícola em Bento Gonçalves (Rio Grande do Sul), na Serra Gaúcha. Entre os convidados, Duca Leindecker (integrante do Cidadão Quem, que formou com Gessinger o projeto Pouca Vogal), Gláucio Ayala (ex-baterista do Engenheiros) e os já citados Luiz Carlos Borges e Bebeto Alves.
Em 2016, Humberto lançou o EP "Louco pra Ficar Legal", para divulgação de sua nova turnê, com as músicas Faz Parte e Pra Ficar Legal. A banda do cantor passou a contar com o guitarrista Fernando Peters (ex-Cidadão Quem), que entrou no lugar de Tavares ainda no final da turnê anterior.

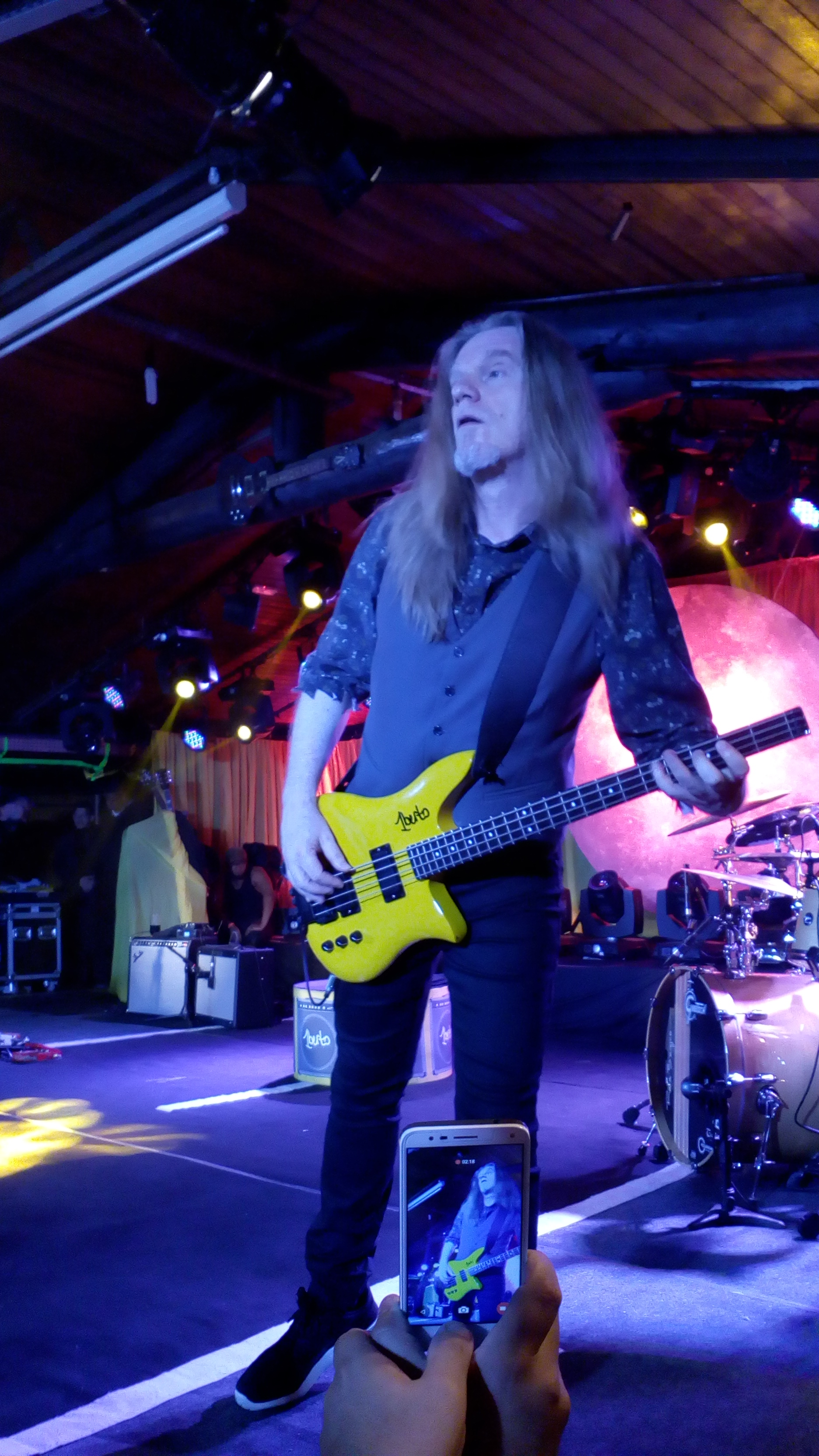
Humberto Gessinger durante show no Kazebre em 2017

Em março de 2017, Gessinger anunciou a turnê "Desde Aquele Dia", em comemoração aos 30 anos do álbum A Revolta dos Dândis, e um novo compacto: "Desde aquela Noite", que traz gravações inéditas de canções já registradas anteriormente por seus coautores: "Alexandria", parceria com Tiago Iorc gravada por este no álbum Troco Likes, de 2015, "O Que Você Faz à Noite", composta com Dé Palmeira, ex-baixista do Barão Vermelho e registrada no álbum Carnaval, de 1988 e "Olhos Abertos", de autoria de Gessinger com o grupo Capital Inicial, que a lançou em Todos os Lados, álbum de 1989.

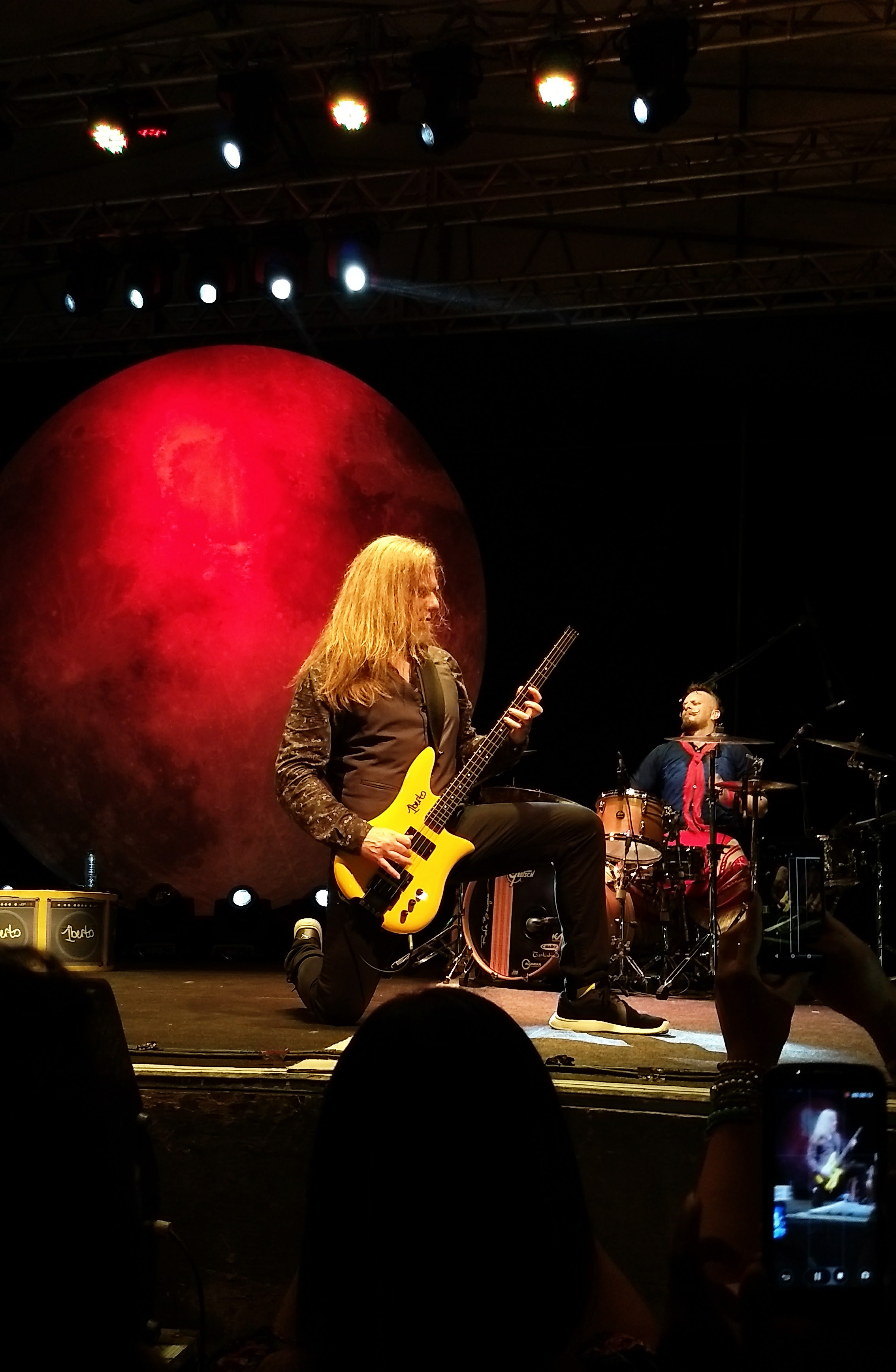
Humberto Gessinger durante o show em Canoa Quebrada (Aracati-CE) na turnê Desde Aquele Dia (2017).

Na turnê comemorativa, ao lado de Peters (mais tarde substituído por Felipe Rotta) e Bisogno, Humberto toca na íntegra as canções de "A Revolta dos Dândis" e do compacto em meio a outros sucessos da carreira.. Um dos shows, realizado em Porto Alegre em agosto de 2017, deu origem ao álbum Ao Vivo pra Caramba, lançado no início de 2018, que prosseguiu as comemorações dos 30 anos de "Revolta". Ao longo da turnê, o cantor gaúcho passou a se apresentar com dois trios: um power trio (Gessinger, Rotta e Bisogno) e um trio em formato acústico, com Gessinger na viola caipira, Nando Peters no baixo acústico e Paulinho Goulart (acordeom).
Depois de seis anos sem álbuns com inéditas, o músico anuncia o disco Não Vejo a Hora, que foi trabalhado com os dois trios: o Power Trio e o Trio Acústico. O disco foi vendido em vários formatos físicos, como o vinil, a fita cassete, CD e também foi comercializado pelo Streaming. Duas das composições do álbum foram escritas durante uma viagem de Humberto para a Suécia, país onde mora sua filha. "'Calmo em Estocolmo' surgiu quando percebi que as pessoas me olhavam estranho quando comentava algo do Brasil. Parecia que eu era um bárbaro. Claro que pode ser uma impressão minha, não sou um especialista em países nórdicos, mas fiquei com isso na cabeça e escrevi "Será que agora os vikings somos nós?". Já "Olhou pro Lado, Viu" escrevi após perceber que em toda foto que eu tirava aparecia uma torre de igreja atrás. Parecia que estávamos sendo vigiados o tempo inteiro. E a torre da capa vem daí também..." disse o músico em entrevista para o UOL.

### Escritor
Humberto lançou seu primeiro livro em 2008, um livro infantil - Meu Pequeno Gremista - sobre sua paixão pelo Grêmio. No ano seguinte, lançou um livro contendo um texto autobiográfico sobre sua trajetória até aquele momento e letras selecionadas de canções lançadas em sua carreira musical e de outras inéditas, Pra Ser Sincero: 123 Variações sobre um Mesmo Tema. Em 2011, lança uma espécie de continuação do livro anterior com novas histórias autobiográficas e outras letras de canções que não fizeram parte do primeiro livro: Mapas do Acaso: 45 Variações sobre um Mesmo Tema. Nos dois anos seguintes, finalmente, Humberto lançou dois livros contendo crônicas que publicou na imprensa e em sua página pessoal: Nas Entrelinhas do Horizonte e 6 Segundos de Atenção.

## Estilo de composição
Nessa fase dos Engenheiros do Hawaii, cabe também salientar a influência do filósofo existencialista francês Jean-Paul Sartre nas canções como "Infinita Highway". Por exemplo, essa música que mudou definitivamente a trajetória dos Engenheiros explicita trechos como "a dúvida é o preço da pureza", uma frase da obra O Muro, de Sartre. A "Infinita Highway" permite induzir a presença de uma temática existencial. Além da citação de O Muro em "Infinita Highway", Sartre é mencionado em "Guardas da Fronteira" ("Acontece que eu não tenho escolha / Por isso mesmo é que eu sou livre / Não sou eu o mentiroso / Foi Sartre quem escreveu o livro"). O próprio Humberto, líder da banda Engenheiros do Hawaii, afirma que "Infinita Highway" coloca sobre uma base musical progressiva reflexões existencialistas inspiradas por Sartre. O segundo disco da banda, A Revolta dos Dândis, um dos mais aclamados pela crítica nacional, também é o que mais deixa transparecer as preferências de Humberto por Sartre. Ao mesmo tempo, o grupo foi acusado de elitista e fascista devido ao conteúdo de suas letras. Em resposta, Gessinger afirmou que o povo brasileiro entende tanto de existencialismo como de boxe, sendo os dois produtos de consumo. Entre as faixas que mais nitidamente evidenciam a filosofia existencial estão: "Infinita Highway", "Terra de Gigantes", "Refrão de Bolero" e a faixa que dá nome ao álbum, "A Revolta dos Dândis I".
Assim, do mesmo modo estão presentes no trabalho dos Engenheiros do Hawaii a filosofia de Camus, Nietzsche e Sartre; a linguagem social dos livros de Ferreira Gullar, John Fante, Arthur Rimbaud e George Orwell; bem como os aspectos regionais e nacionais, característicos das obras de Moacyr Scliar, Carlos Drummond de Andrade e Josué Guimarães.

## Instrumentos
Baixo é seu principal instrumento, embora tenha começado com o violão, a guitarra e o bandolim. Humberto já utilizou em gravações de álbuns e shows os seguintes modelos:
- Rickenbacker 4003;
- Steinberger XQ4 e XM;
- Yamaha TRB JP;
- Warwick Fortress Masterman e Warwick Thumb Bass;
- Epiphone Rivoli, semiacústico.

## Discografia
Discografia dada pelo Spotify e pela obra citada.

### Com os Engenheiros do Hawaii
Álbuns de estúdio
| Ano  | Álbum                                | Gravadora                         |
| ---- | ------------------------------------ | --------------------------------- |
| 1986 | Longe Demais das Capitais            | RCA através do selo RCA-Victor    |
| 1987 | A Revolta dos Dândis                 | RCA através do selo Plug          |
| 1988 | Ouça o que Eu Digo: Não Ouça Ninguém | BMG através do selo Plug          |
| 1990 | O Papa É Pop                         | BMG através do selo RCA-Victor    |
| 1991 | Várias Variáveis                     | BMG através do selo RCA-Victor    |
| 1992 | Gessinger, Licks & Maltz             | BMG através do selo RCA-Victor    |
| 1995 | Simples de Coração                   | BMG através do selo RCA-Victor    |
| 1997 | Minuano                              | BMG através do selo Ariola        |
| 1999 | ¡Tchau Radar!                        | Universal através do selo Mercury |
| 2002 | Surfando Karmas & DNA                | Universal através do selo Mercury |
| 2003 | Dançando no Campo Minado             | Universal através do selo Mercury |

Álbuns ao vivo
| Ano  | Álbum                             | Gravadora                         |
| ---- | --------------------------------- | --------------------------------- |
| 1989 | Alívio Imediato                   | BMG através do selo RCA-Victor    |
| 1993 | Filmes de Guerra, Canções de Amor | BMG através do selo RCA-Victor    |
| 2000 | 10.000 Destinos ao Vivo           | Universal através do selo Mercury |
| 2004 | Acústico MTV                      | Universal através do selo Mercury |
| 2007 | Acústico: Novos Horizontes        | Universal através do selo Mercury |

### Com o Pouca Vogal
| Ano  | Álbum                               | Gravadora     |
| ---- | ----------------------------------- | ------------- |
| 2008 | Pouca Vogal: Gessinger + Leindecker | Stereophonica |
| 2009 | Ao Vivo em Porto Alegre             | Som Livre     |

### Carreira solo
Álbuns de estúdio
| Ano  | Álbum                             | Gravadora                      |
| ---- | --------------------------------- | ------------------------------ |
| 1996 | Humberto Gessinger Trio           | BMG através do selo RCA-Victor |
| 2013 | Insular                           | Stereophonica                  |
| 2019 | Não Vejo a Hora                   | Deckdisc                       |
| 2023 | Quatro Cantos de Um Mundo Redondo | Deckdisc                       |

Álbuns ao vivo
| Ano  | Álbum                                              | Gravadora              |
| ---- | -------------------------------------------------- | ---------------------- |
| 2014 | Insular ao Vivo                                    | Coqueiro Verde Records |
| 2018 | Ao Vivo pra Caramba - A Revolta dos Dândis 30 Anos | Deckdisc               |

EPs
| Ano  | Álbum                             | Gravadora     |
| ---- | --------------------------------- | ------------- |
| 2018 | Canções de Amor, Filmes de Guerra | Stereophonica |
| 2021 | Água Gelo Vapor                   | Deckdisc      |

Singles
| Ano  | Single                                                                        | Gravadora     | Observação                         |
| ---- | ----------------------------------------------------------------------------- | ------------- | ---------------------------------- |
| 2013 | "Tudo Está Parado"                                                            | Stereophonica |                                    |
| 2016 | "Pra Ficar Legal" / "Faz Parte"                                               | Deckdisc      |                                    |
| 2016 | "Faz Parte"                                                                   | Deckdisc      | versão acústica                    |
| 2017 | Desde Aquela Noite: "Alexandria" / "O Que Você Faz a Noite" / "Olhos Abertos" | Deckdisc      |                                    |
| 2017 | "Pra Caramba"                                                                 | Deckdisc      |                                    |
| 2017 | "Cadê?"                                                                       | Deckdisc      |                                    |
| 2018 | "Das Tripas Coração"                                                          | Deckdisc      |                                    |
| 2018 | "Saudade Zero"                                                                | Deckdisc      |                                    |
| 2021 | "Estranho Fetiche / Fetiche Estranho (Carlos Trilha Remix)"                   | Deckdisc      | com Carlos Trilha                  |
| 2021 | "Maioral (Future Ohm Remix)"                                                  | Deckdisc      | com Future OHM                     |
| 2021 | "Um Dia de Cada Vez (Blancah Remix)"                                          | Deckdisc      | com BLANCAh                        |
| 2022 | "Milongueando uns Troços"                                                     | Rama Records  | com Pirisca Grecco e Rafael Ovídio |
| 2022 | "Começa Tudo outra Vez"                                                       | Deckdisc      | com Roberta Campos                 |

## Videografia

### Com os Engenheiros do Hawaii
| Ano  | Álbum                               | Formato                       |
| ---- | ----------------------------------- | ----------------------------- |
| 1993 | Filmes de Guerra, Canções de Amor   | VHS; relançado em DVD em 2002 |
| 1996 | Clip Zoom                           | VHS; relançado em DVD em 2002 |
| 2000 | 10.000 Destinos ao Vivo             | VHS; relançado em DVD em 2001 |
| 2004 | Acústico MTV: Engenheiros do Hawaii | DVD                           |
| 2007 | Acústico Novos Horizontes           | DVD                           |

### Com o Pouca Vogal
| Ano  | Álbum                   | Formato |
| ---- | ----------------------- | ------- |
| 2009 | Ao Vivo em Porto Alegre | DVD     |

### Carreira solo
| Ano  | Álbum                                              | Formato |
| ---- | -------------------------------------------------- | ------- |
| 2014 | Insular ao Vivo                                    | DVD     |
| 2018 | Ao Vivo pra Caramba - A Revolta dos Dândis 30 Anos | DVD     |

## Livros
Humberto Gessinger já lançou cinco livros, a saber:
| Ano  | Título                                              | Editora      |
| ---- | --------------------------------------------------- | ------------ |
| 2008 | Meu Pequeno Gremista                                | Belas Letras |
| 2009 | Pra Ser Sincero - 123 Variações Sobre Um Mesmo Tema | Belas Letras |
| 2011 | Mapas do Acaso - 45 Variações Sobre Um Mesmo Tema   | Belas Letras |
| 2012 | Nas Entrelinhas do Horizonte                        | Belas Letras |
| 2013 | 6 Segundos de Atenção                               | Belas Letras |

## Prêmios e indicações

### Prêmio Açorianos
| Ano  | Categoria         | Indicação          | Resultado |
| ---- | ----------------- | ------------------ | --------- |
| 2006 | Conjunto da Obra  | Humberto Gessinger | Venceu    |
| 2013 | Compositor de Pop | Humberto Gessinger | Venceu    |
| 2013 | Intérprete de Pop | Humberto Gessinger | Indicado  |
| 2013 | Álbum Pop         | Insular            | Indicado  |
| 2014 | DVD do Ano        | Insular ao Vivo    | Indicado  |